# عبدالعلی میرزا فرمانفرمائیان
دکتر عبدالعلی فرمانفرمائیان (۱۳۱۳، تهران –۱۳۵۱، تهران) کوچکترین فرزند عبدالحسین میرزا فرمانفرما بود. او در تأسیس اتاق بازرگانی ایران مشارکت داشت و معمولاً معاونت آن را برعهده داشت.
عبدالعلی فرمانفرماییان فرزند عبدالحسین میرزا فرمانفرما از همسرش بتول احشمی بود. او تحصیلات مقطع ابتدایی را در مدرسه فردوسی و مقاطع متوسطه را در مدرسه البرز و دبیرستان هدف گذراند.  وی پس از اتمام تحصیلات متوسطه به انگلستان رفت و در  در رشته  تلفيقي پي.پي.اي (فلسفه، سياست و اقتصاد) از دانشگاه آکسفورد فارغ التحصیل شد. در سال ۱۳۳۵ به ایران بازگشت و مدتی در کارهای مربوط به کارخانه‌های مشروبات غیرالکلی همکاری داشت.  او در سال ۱۳۳۷  نخستین پالایشگاه نفت خصوصی ایران با عنوان پالایشگاه نفت پارس را تاسیس کرد. این شرکت پس از انقلاب ایران مصادره شد.
عبدالعلی فرمانفرمائیان با نوه دختری حسین ملک، یعنی فاطمه سودآور فرزند صمد سودآور تاجر و نماینده مجلس ازدواج کرد. او در ۱۳ بهمن ۱۳۵۱ در حال اسکی در شمشک بر اثر سقوط بهمن درگذشت.
عبدالعلی فرمانفرمائیان در زمینه فرهنگی و ادبی نیز فعالیت داشت و مجموعه داستان تاریخی اجتماعی «سابقیه» را نوشت. این کتاب اولین بار در سال ۱۳۵۶ از سوی انتشارات آگاه منتشر شد و در سال ۱۳۹۷ نیز به همت همسر او، فاطمه سودآور این مجموعه داستان به همراه تصاویر و اسناد ضمیمه‌ آن از سوی انتشارات ایران‌بوک در آمریکا منتشر شد. نام سابقيه هم يكي از داستان‌هاي كوتاه كتاب است كه الهام گرفته شده از يك نام خيالي از يك عمارت قديمي قاجاري در تهران است. نويسنده در مجموعه سابقيه نيم‌نگاهي به وضعيت خاندان‌هاي سرشناس دوره قاجار و اوايل پهلوي دارد و با نگاهي انتقادي به آن دوران پرداخته است.
«سابقیه»، «گذرگاه»، «عقیم» و «محاوره» نام داستان‌های این مجموعه است.